# Tetanocera arnaudi
Tetanocera arnaudi är en tvåvingeart som beskrevs av Orth och Fisher 1982. Tetanocera arnaudi ingår i släktet Tetanocera och familjen kärrflugor.
Artens utbredningsområde är Colorado. Inga underarter finns listade i Catalogue of Life.